# Ледеки, Кэти
Кэтлин Женевьев (Кэ́ти) Леде́ки (англ. Kathleen Genevieve "Katie" Ledecky (/ləˈdɛki/); род. 17 марта 1997[…], Вашингтон) — американская пловчиха, специализирующаяся на плавании вольным стилем на средних и длинных дистанциях (200, 400, 800 и 1500 метров). 9-кратная олимпийская чемпионка (делит рекорд по золотым медалям среди всех женщин с советской гимнасткой Ларисой Латыниной), четырехкратный призер и бронзовый призер Олимпийских игр. 23-кратная чемпионка мира (в том числе 16 раз на личных дистанциях), пятикратный серебряный призер и бронзовый призер чемпионатов мира. Рекордсменка мира. Рассматривается экспертами как одна из сильнейших пловчих в истории.
Рекордсменка мира в плавании вольным стилем на дистанциях 800 и 1500 метров на длинной воде. До мая 2022 года также владела мировым рекордом на дистанции 400 метров. Всего за карьеру установила 14 мировых рекордов на дистанциях 400, 800 и 1500 метров вольным стилем, как минимум три на каждой дистанции.

## Биография
Отец Дэвид Ледеки — юрист чешского и еврейского происхождения; мать Мэри Джен Хейган — ирландка, в прошлом так же пловчиха. Дед спортсменки Яромир Ледецки (род. 1927), эмигрировал в США из Чехословакии в 1947 году. Её дядя — Джонатан Джозеф Ледеки (род. 1958) — совладелец хоккейного клуба «Нью-Йорк Айлендерс» и команды «Бриджпорт Саунд Тайгерс», в прошлом — совладелец «Вашингтон Кэпиталз».

## Спортивная карьера
Дебютировав в 15-летнем возрасте в составе сборной США на летних Олимпийских играх 2012 года в Лондоне, завоевала золотую медаль на дистанции 800 метров вольным стилем, лидируя от начала заплыва до его конца и показав второй результат за всю историю состязаний.
В 2013 году на чемпионате мира по водным видам спорта 2013 года стала четырёхкратной чемпионкой мира, установив новые мировые рекорды на дистанциях 800 и 1500 метров вольным стилем.
В августе 2014 года на чемпионате Тихого океана в Голд-Косте (Австралия) продемонстрировала результат 3 минуты 58,37 секунды — установив новый мировой рекорд в плавании на дистанции 400 метров вольным стилем.
В августе 2015 года на чемпионате мира по водным видам спорта в Казани установила мировой рекорд на дистанции 1500 метров (15:27,71), а на следующий день ещё раз улучшила своё достижение (15:25,48). Также установила рекорд в финальном заплыве на дистанции 800 метров вольным стилем, побив свой же предыдущий рекорд более чем на 3 сек (8:07,39). Кроме этих двух побед выиграла в Казани ещё три золотые медали — на дистанции 400 метров вольным стилем с рекордом чемпионатов мира, 200 метров вольным стилем и в эстафете 4×200 м вольным стилем.

### Олимпийские игры 2016
На Олимпийских играх 2016 года в Рио-де-Жанейро выступила на пяти дистанциях и завоевала 4 золотые и 1 серебряную медаль. Выиграла дистанции 200, 400 и 800 метров вольным стилем, при чём на дистанциях 400 и 800 метров установила в финалах мировые рекорды (3:56.46 и 8:04.79 соответственно). На дистанции 800 метров преимущество над серебряным призёром Джазмин Карлин составило более 11 секунд.
Также победила в составе сборной США в эстафете 4×200 метров вольным стилем, где плыла на последнем этапе в финале. В эстафете 4×100 метров вольным стилем также плыла на последнем этапе в финале, но не сумела догнать австралийку Кейт Кэмпбелл, в итоге американки стали вторыми с рекордом Америки, а австралийки победили с мировым рекордом.

### Чемпионат мира 2017
На чемпионате мира 2017 года в Будапеште продолжила доминировать: выиграла пять золотых и одну серебряную медаль. Победила на дистанциях 400, 800 и 1500 метров вольным стилем, а также в составе эстафетных сборных 4×100 метров вольным стилем и 4×200 м вольным стилем. На дистанции 1500 метров проплыла на 6 секунд медленнее своего мирового рекорда, установленного на чемпионате мира 2015 года, но всё равно выиграла у серебряного призёра Миреи Бельмонте Гарсии более 19 секунд. На дистанции 200 метров Ледеки поделила второе место с Эммой Маккеон (1:55.18), золото досталось опытной Федерике Пеллегрини (1:54.73). При этом в полуфинале Ледеки проплыла на 0,04 сек быстрее, чем Пеллегрини в финале. По итогам чемпионата на счету Ледеки стало 14 титулов чемпионки мира за карьеру, и она стала самой титулованной женщиной в истории чемпионатов мира по водным видам спорта, опередив Мисси Франклин.

### Чемпионат мира 2019
На чемпионате мира 2019 года в Кванджу испытывала проблемы со здоровьем. Отказалась от участия в предварительном заплыве на 200 метров вольным стилем, а на дистанции 1500 метров показала лучшее время в предварительных заплывах (15:48,90), но решила не выступать в финале. На дистанции 400 метров вольным стилем Ледеки в финале проиграла 1,21 сек австралийке Ариарне Титмус, установившей рекорд Океании (3:58,76).
В эстафете 4×200 м вольным стилем Ледеки плыла на втором этапе и показала хорошее время (австралийка Мэдисон Уилсон проплыла на 2 сек медленее), но американки на финише всё же уступили 0,37 сек австралийкам, установившим мировой рекорд (сами американки установили рекорд Америки). Единственное золото на чемпионате Ледеки выиграла на своей любимой дистанции 800 метров вольным стилем. При этом финале она лишь ближе к финишу сумела обойти Симону Квадареллу и победила с результатом 8:13,58, Квадарелла установила рекорд Италии, но отстала на 1,41 сек.

### Олимпийские игры 2020
На Олимпийских играх в Токио, прошедших в 2021 году, выступила на пяти дистанциях и завоевала 4 медали: два золота и два серебра. На дистанции 400 метров вольным стилем показала лучшее время в предварительных заплывах (4:00,45), однако в финале проиграла Ариарне Титмус, которая проплыла всего на 0,23 сек медленнее мирового рекорда, установленного Ледеки на Играх 2016 года. Ледеки отстала от Титмус на 0,67 сек, хотя показала второй для себя результат на дистанции 400 метров за карьеру (3:57,36). Это было первое поражение Ледеки на индивидуальных дистанциях на Олимпийских играх. На дистанции 1500 метров вольным стилем, на которой женщины впервые в истории соревновались на Олимпийских играх, Ледеки установила олимпийский рекорд в предварительных заплывах (15:35,35), а в финале проплыла медленнее на 2 сек, но этого хватило для победы (Эрика Салливан отстала на 4 секунды). При этом Ледеки плыла гораздо медленнее своего мирового рекорда на этой дистанции, установленного в 2018 году (15:20,48).
На дистанции 200 метров вольным стилем Ледеки уверенно вышла в финал, однако там достаточно неожиданно не сумела добраться до медалей, заняв только пятое место с результатом 1:55,21. От бронзовой медали её отделили 0,51 сек. Золото досталось Ариарне Титмус, установившей олимпийский рекорд (1:53,50). Ледеки впервые осталась без награды на дистанции на Олимпийских играх. В эстафете 4×200 м вольным стилем Ледеки плыла на последнем этапе, где показала лучшее время и обогнала австралийку Лию Нил, но китаянка Ли Бинцзе сумела удержать преимущество над Ледеки и принесла золото своей команде, которая установила мировой рекорд (7:40,33). Американки отстали на 0,40 сек и установили рекорд Америки. Своё второе золото на Играх в Токио Ледеки выиграла на дистанции 800 метров, где в финале опередила Ариарне Титмус на 1,26 сек. Ставшая третьей Квадарелла отстала от Ледеки на 5 с лишним секунд. Таким образом, по итогам трёх Олимпийских игр на счету Ледеки стало 10 медалей, включая 7 золотых.

### Олимпийские игры 2024
На Олимпийских играх 2024 года в Париже Ледеки 27 июля заняла третье место на дистанции 400 метров с результатом 4:00.86, уступив австралийке Ариарне Титмус и канадке Саммер Макинтош. 31 июля выиграла золото на дистанции 1500 метров вольным стилем с олимпийским рекордом 15:30.02, занявшая второе место Анастасия Кирпичникова отстала более чем на 10 сек. 3 августа выиграла золото на дистанции 800 метров вольным стилем, на 1,25 сек опередив Ариарн Титмус. Эта медаль стала для Ледеки 9-й золотой и 14-й в сумме на Олимпийских играх за карьеру. Она вышла на первое место по золотым медалям и медалям в сумме среди всех женщин в истории плавания, а также повторила рекорд советской гимнастки 1950-х и 1960-х годов Ларисы Латыниной по общему количеству золотых олимпийских наград среди всех женщин. Также Ледеки стала первой женщиной в истории, выигравшей 8 золотых олимпийских медалей в личных дисциплинах (7 личных побед в активе чехословацкой гимнастки Веры Чаславской).

### Чемпионат мира 2025
Летом 2025 года на чемпионате мира в Сингапуре завоевала 4 медали — золотые на дистанциях 800 и 1500 метров вольным стилем, серебряную в эстафете 4×200 метров вольным стилем и бронзовую на дистанции 400 метров вольным стилем. Ледеки довела общее колчиество своих медалей с чемпионатов мира до 30, а золотых — до 23. По обоим показателям в истории чемпионатов мира по водным видам спорта она уступает только Майклу Фелпсу (33 медали, в том числе 26 золотых).

## Результаты на крупнейших соревнованиях

### Олимпийские игры
14 медалей (9 золотых, 4 серебряные, 1 бронзовая)
| Дистанция                       | 2012 | 2016 | 2020 | 2024 |
| ------------------------------- | ---- | ---- | ---- | ---- |
| 200 метров вольным стилем       | —    | 1    | 5    | —    |
| 400 метров вольным стилем       | —    | 1    | 2    | 3    |
| 800 метров вольным стилем       | 1    | 1    | 1    | 1    |
| 1500 метров вольным стилем      | н/д  | н/д  | 1    | 1    |
| Эстафета 4×100 м вольным стилем | —    | 2    | —    | —    |
| Эстафета 4×200 м вольным стилем | —    | 1    | 2    | 2    |

### Чемпионаты мира по водным видам спорта
30 медалей (23 золотые, 6 серебряных, 1 бронзовая)
| Дистанция                       | 2013 | 2015 | 2017 | 2019 | 2022 | 2023 | 2025 |
| ------------------------------- | ---- | ---- | ---- | ---- | ---- | ---- | ---- |
| 200 метров вольным стилем       | —    | 1    | 2    | —    | —    | —    | —    |
| 400 метров вольным стилем       | 1    | 1    | 1    | 2    | 1    | 2    | 3    |
| 800 метров вольным стилем       | 1    | 1    | 1    | 1    | 1    | 1    | 1    |
| 1500 метров вольным стилем      | 1    | 1    | 1    | —    | 1    | 1    | 1    |
| Эстафета 4×100 м вольным стилем | —    | —    | 1    | —    | —    | —    | —    |
| Эстафета 4×200 м вольным стилем | 1    | 1    | 1    | 2    | 1    | 2    | 2    |

## Рекорды
- Рекорд среди женщин вольным стилем на дистанции 1500 метров (15.20,48) в 50-метровом бассейне
- Рекорд среди женщин вольным стилем на дистанции 800 метров (8.04,79) в 50-метровом бассейне
- Рекорд среди женщин по количеству установленных мировых рекордов (15)
- Рекорд чемпионатов мира среди женщин по количеству медалей в 50-метровом бассейне (30)
- Рекорд чемпионатов мира среди женщин по количеству золотых медалей в 50-метровом бассейне (23)
- Рекорд чемпионатов мира среди женщин по количеству медалей в личном зачёте в 50-метровом бассейне (19)
- Рекорд чемпионатов мира среди мужчин и женщин по количеству золотых медалей в личном зачёте в 50-метровом бассейне (16)
- Рекорд чемпионатов мира среди мужчин и женщин по количеству медалей в одной дисциплине (вольный стиль) (26) в 50-метровом бассейне
- Рекорд чемпионатов мира среди мужчин и женщин по количеству золотых медалей в одной дисциплине (вольный стиль) (21) в 50-метровом бассейне
- Рекорд чемпионатов мира среди мужчин и женщин по количеству золотых медалей вольным стилем на дистанции 1500 метров (5) в 50-метровом бассейне
- Рекорд чемпионатов мира среди мужчин и женщин по количеству золотых медалей вольным стилем на дистанции 800 метров (6) в 50-метровом бассейне
- Рекорд чемпионатов мира среди мужчин и женщин по количеству золотых медалей вольным стилем на дистанции 400 метров (4) в 50-метровом бассейне
- Рекорд чемпионатов мира среди женщин по количеству золотых медалей в одной дисциплине на одной дистанции (6) в 50-метровом бассейне
- Совладелица (Натали Коглин, Кристин Отто) рекорда чемпионатов мира среди женщин по количеству медалей на одном первенстве (6) в 50-метровом бассейне
- Рекорд чемпионатов мира среди женщин по количеству медалей в личном зачёте на одном первенстве (4) в 50-метровом бассейне
- Рекорд чемпионатов мира среди женщин по количеству золотых медалей в личном зачёте на одном первенстве (4) в 50-метровом бассейне
- Рекорд чемпионатов мира среди мужчин и женщин по количеству медалей в одной дисциплине (вольный стиль) на одном первенстве (6) в 50-метровом бассейне
- Рекорд чемпионатов мира среди мужчин и женщин по количеству медалей в личном зачёте в одной дисциплине (вольный стиль) на одном первенстве (4) в 50-метровом бассейне
- Рекорд чемпионатов мира среди мужчин и женщин по количеству золотых медалей в одной дисциплине (вольный стиль) на одном первенстве (5) в 50-метровом бассейне
- Рекорд чемпионатов мира среди мужчин и женщин по количеству золотых медалей в личном зачёте в одной дисциплине (вольный стиль) на одном первенстве (4) в 50-метровом бассейне
- Рекорд чемпионатов мира среди мужчин и женщин по количеству золотых медалей подряд в одной дисциплине на одной дистанции (вольный стиль — 800 метров) (6) в 50-метровом бассейне
- Рекорд Олимпийских игр среди мужчин и женщин по количеству золотых медалей вольным стилем (5)
- Рекорд Олимпийских игр среди мужчин и женщин по количеству золотых медалей вольным стилем в личном зачёте (4)
- Совладелица (Кристин Отто) рекорда Олимпийских игр по количеству медалей в личном зачёте на одном первенстве (3)
- Совладелица (Кристин Отто) рекорда Олимпийских игр по количеству золотых медалей в личном зачёте на одном первенстве (3)

## Достижения
- Президентская медаль Свободы (2024)[13].